# Bjal izvor (distrikt i Stara Zagora)
Bjal izvor (bulgariska: Бял извор) är ett distrikt i Bulgarien.   Det ligger i kommunen Obsjtina Opan och regionen Stara Zagora, i den centrala delen av landet, 200 kilometer öster om huvudstaden Sofia.
Trakten runt Bjal izvor består till största delen av jordbruksmark. Runt Bjal izvor är det ganska glesbefolkat, med 47 invånare per kvadratkilometer.